# Çaro, Pyrénées-Atlantiques
Çaro [saʁo] eller Caro (som är den officiella stavningen av Insee) är en kommun i departementet Pyrénées-Atlantiques i regionen Nouvelle-Aquitaine i sydvästra Frankrike. Kommunen ligger i kantonen Saint-Jean-Pied-de-Port som tillhör arrondissementet Bayonne. År 2022 hade Caro 174 invånare.

## Befolkningsutveckling
Antalet invånare i kommunen Çaro
| Referens: INSEE |